# Нью-Гемптон (Міссурі)
Нью-Гемптон (англ. New Hampton) — місто (англ. city) в США, в окрузі Гаррісон штату Міссурі. Населення — 228 осіб (2020).

## Географія
Нью-Гемптон розташований за координатами 40°15′53″ пн. ш. 94°11′42″ зх. д. / 40.26472° пн. ш. 94.19500° зх. д. (40.264766, -94.195089).  За даними Бюро перепису населення США в 2010 році місто мало площу 1,42 км², з яких 1,42 км² — суходіл та 0,00 км² — водойми.

## Демографія
Згідно з переписом 2010 року, у місті мешкала 291 особа в 123 домогосподарствах у складі 80 родин. Густота населення становила 204 особи/км².  Було 153 помешкання (107/км²).
Расовий склад населення:
| - 95,5 % — білих - 1,7 % — корінних американців |

До двох чи більше рас належало 2,7 %. Частка іспаномовних становила 0,3 % від усіх жителів.
За віковим діапазоном населення розподілялося таким чином: 24,4 % — особи молодші 18 років, 57,7 % — особи у віці 18—64 років, 17,9 % — особи у віці 65 років та старші. Медіана віку мешканця становила 38,1 року. На 100 осіб жіночої статі у місті припадало 96,6 чоловіків;  на 100 жінок у віці від 18 років та старших — 86,4 чоловіків також старших 18 років.
Середній дохід на одне домашнє господарство  становив 43 295 доларів США (медіана — 38 438), а середній дохід на одну сім'ю — 50 877 доларів (медіана — 42 500). За межею бідності перебувало 21,1 % осіб, у тому числі 34,9 % дітей у віці до 18 років та 12,8 % осіб у віці 65 років та старших.
Цивільне працевлаштоване населення становило 108 осіб. Основні галузі зайнятості: освіта, охорона здоров'я та соціальна допомога — 32,4 %, роздрібна торгівля — 15,7 %, сільське господарство, лісництво, риболовля — 10,2 %, будівництво — 9,3 %.